# Sygehus Syd Sygehusapotek
Sygehus Syd Sygehusapotek (tidligere Storstrømmens Sygehusapotek) er et af de tre sygehusapoteker i Region Sjælland og er offentligt ejet af regionen. Sygehusapoteket består af to sygehusafdelinger (Sygehusapotek Næstved Sygehus og  Sygehusapotek Nykøbing F. Sygehus) beliggende på henholdsvis Næstved Sygehus og Nykøbing F. Sygehus.
Hospitalsapoteket ledes overordnet af sygehusapoteker Ingelise Arnt og til dagligt af to ledende farmakonomer.
Sygehusapoteket er delt op i underafdelinger, der hver styres af en afdelingsfarmakonom eller afdelingsfarmaceut. Sygehusapoteket udfører klinisk farmaci, rationel farmakoterapi, lægemiddelfremstilling, medicinservice og vejleder læger og sygeplejepersonale i forbindelse med ordination og administration af lægemidler til sygehusenes patienter.
Hospitalsapoteket (inkl. filialen) beskæftiger tilsammen 43 medarbejdere, som er farmakonomer, farmaceuter, defektricer, laboranter, apoteksportører og hospitalsmedhjælpere.
Sygehusapoteket samarbejder med Farmaceutskolen og Farmakonomskolen om hhv. farmaceut- og farmakonomuddannelsen, idet sygehusapoteket løbende modtager farmaceut- og farmakonomstuderende på praktik- og studieophold.

## Eksterne kilder, links og henvisninger
- Sygehus Syd Sygehusapoteks hjemmeside Arkiveret 3. maj 2008 hos  Wayback Machine
- Sygehusapotekerne i Region Sjælland – rapport af 22.01.2007 (Webside ikke længere tilgængelig)
- Rammerne for sygehusapotekernes fremtidige virke i Region Sjælland – rapport af 16.01.2008 (Webside ikke længere tilgængelig)